# УЛИМ
УЛИМ (рум. ULIM) — ныне несуществующий молдавский футбольный клуб, был основан в 1992 году под названием «Кодру» (рум. Codru) в городе Калараш, с 1998 года базировался в Кишинёве. В 2002 году УЛИМ прекратил своё существование.

## История клуба
Команда выступала в высшей лиге страны с 1992 по 1997 годы. В сезоне 1993/94 команда завоевала бронзовые награды чемпионата. После сезона 1996/97 клуб проиграл стыковой матч между дивизионами кишинёвскому «Стимолду» со счётом 1:2 и был переведён в Дивизион «A». Во второй лиге страны клуб выступал 5 лет, в 2002 году команда прекратила своё существование.

## История названий
- 1992 — Кодру (Калараш)
- 1997 — УЛИМ-Кодру (Калараш)
- 1998 — УЛИМ-Тебас (Кишинёв)
- 1999 — УЛИМ (Кишинёв)

## Достижения
- Бронзовый призёр чемпионата Молдовы (1): 1993/94